# Olympische Jugend-Sommerspiele 2010/Teilnehmer (Israel)
| Gelbes Symbol für Goldmedaillen mit stilisierten Olympischen Ringen | Graues Symbol für Silbermedaillen mit stilisierten Olympischen Ringen | Braundes Symbol für Bronzemedaillen mit stilisierten Olympischen Ringen |
| ------------------------------------------------------------------- | --------------------------------------------------------------------- | ----------------------------------------------------------------------- |
| 3                                                                   | 2                                                                     | —                                                                       |

Die Jugend-Olympiamannschaft aus Israel für die I. Olympischen Jugend-Sommerspiele vom 14. bis 26. August 2010 in Singapur bestand aus fünfzehn Athleten.

## Athleten nach Sportarten

### Basketball
Jungen
- 6. Platz
- Oleksander Chernuvych
- Tom Maayan
- Igor Mayor
- Sergey Zelikman

### Judo
| Mädchen - Rotem Shor Klasse bis 63 kg: 5. Platz Mixed: Bronze (im Team Tokio) | Jungen - Yakov Mamistalov Klasse bis 100 kg: 7. Platz Mixed: 9. Platz (im Team München) |

### Leichtathletik
Jungen
- Dmitri Kroytor
Hochsprung: Gold

### Schwimmen
| Mädchen - Nicol Samsonyk 50 m Freistil: 15. Platz (Halbfinale) 100 m Freistil: 14. Platz (Halbfinale) | Jungen - Yakov Toumarkin 100 m Rücken: Silber 200 m Rücken: Silber 200 m Lagen: 4. Platz - Imri Ganiel 50 m Brust: 6. Platz 100 m Brust: 7. Platz |

### Segeln
| Mädchen - Naomi Cohen Techno 293: 4. Platz | Jungen - Mayan Rafic Techno 293: Gold |

### Taekwondo
Jungen
- Gili Haimovitz
Klasse bis 48 kg: Gold

### Triathlon
Mädchen
- Fanny Beisaron
Einzel: 6. Platz
Mixed: Gold  (im Team Europa 1)

### Turnen

#### Rhythmische Sportgymnastik
Mädchen
- Victoria Veinberg Filanovsky
Einzel: 6. Platz